# Queen Mary 2
Queen Mary 2 je zaoceánská loď provozovaná společností Cunard Line, je pojmenovaná po Marii z Tecku (manželka britského krále Jiřího V.). Od roku 2003 byla největší a nejdelší osobní lodí na světě. Pokřtěna byla britskou královnou Alžbětou II. a poprvé vyplula roku 2004. Queen Mary 2 je v současnosti jediná plavící se zaoceánská loď vyhrazená pro osobní dopravu (tzv. ocean liner).

## Historie lodi
Queen Mary 2 měla nahradit dosluhující loď Queen Elizabeth 2 a plány na její výstavbu začaly vznikat již roku 1998. Stavby zahájené v roce 2002 se ujala francouzská společnost Chantiers de l’Atlantique. Práce na lodi v přístavu Saint-Nazaire ve Francii trvaly až do roku 2003. Ještě před první plavbou při prvním otevření lodi pro rodiny stavitelů ale došlo ke tragédii – zhroucení přístupové lávky, při níž zemřelo třináct lidí. Stavba lodi vyšla v té době na zhruba 800 milionů dolarů. V roce 2016 prošla loď velkou rekonstrukcí.
Poprvé loď vyplula z britského Southamptonu do Fort Lauderdale na Floridě v roce 2004. Loď pluje pod vlajkou Bermud a její maximální rychlost činí 30 uzlů. Na lodi sloužilo několik kapitánů, prvním byl Ronald W. Warwick z Walesu (jeho otec William Warwick se stal prvním kapitánem na lodi Queen Elizabeth 2 v roce 1968).
Svého času byla největší a nejdelší lodí světa pro osobní dopravu. Roku 2009 ji v délce překonala loď Oasis of the Seas (od té doby bylo do provozu uvedeno několik dalších ještě delších lodí jako Harmony of the Seas, Symphony ot the Seas, Allure of the Seas a Wonder of the Seas společnosti Royal Caribbean, které mají větší parametry a dokáží pojmout více než dvojnásobek pasažérů). Tyto lodi ale odborníci řadí pouze do kategorie výletních a zábavních lodí, na rozdíl od Queen Mary 2 nejsou považovány za plnohodnotné zaoceánské osobní lodě pro běžnou dopravu (tedy hlavně dlouhé cesty přes severní Atlantik za různých podmínek počasí, které vyžadují odlišnou, resp. silnější konstrukci lodě).

## Vybavení a konstrukce lodi
Loď dokáže pojmout 2 691 cestujících a 1 173 členů posádky. K dispozici je několik druhů kajut, ty nejdražší stály v roce vyplutí (2004) přes 26 tisíc britských liber.
Na lodi je 37 výtahů, 5 000 schodů, 1 310 kajut pro cestující, 2 000 koupelen (dodaných českou firmou NA Design Co.), 955 balkonů, 500 km potrubí, 80 tisíc svítidel, 3 000 telefonů, 8 000 hasicích přístrojů. Na 14 palubách lodi je 5 velkých bazénů, 15 barů a restaurací, planetárium, divadlo, lázně, knihovna s více než 8,5 tisíci svazky, 3D kino a kasino. O denní spotřebu 1 100 tun sladké vody se starají tři odsolovací úpravny.
  

Pohon lodi je čtyřmi dieselovými motory Wärtsilä 16V46CR EnviroEngine o celkovém výkonu 67 MW a jako doplňkový pohon jsou instalovány i dvě plynové spalovací turbíny LM2500+ o celkovém výkonu 50 MW. 

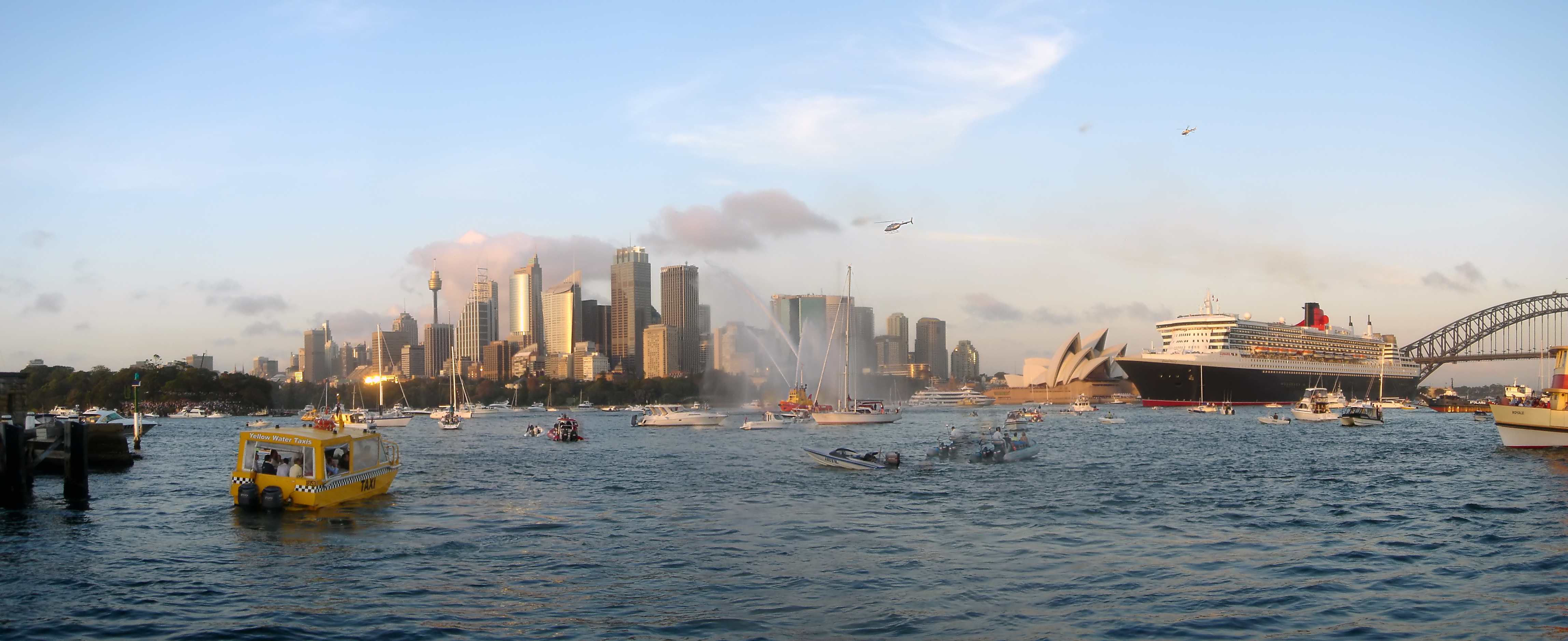
Queen Mary 2 připlouvající do Sydney

Z dieselových motorů se přenáší výkon namísto hřídelem elektřinou. S tím, že dieselové motory pomocí generátorů vyrábějí elektrický proud, a u lodních šroubů jsou elektromotory, které pak pomocí tohoto proudu šrouby bezprostředně pohánějí. Jde o běžný princip, používaný na příklad u dieselových lokomotiv.[zdroj⁠?!] Z oceánských lodí měla tento princip pohonu poprvé francouzská Normandie z roku 1935.  
U Queen Mary 2 jsou lodní šrouby instalovány v natáčivých gondolách pod trupem lodi, v tak zvaných azipodech, což je umožněno právě elektrickým přenosem výkonu a absencí hřídelů od motorů ke šroubům. Toto uspořádání umožňuje lodi otočit se na místě, pro změnu směru loď nepotřebuje dopřednou rychlost. Z tohoto důvodu loď také nepotřebuje, a tudíž ani nemá, tradiční kormidlo na zádi. 

## Galerie
Fotografie z interiérů lodi Queen Mary 2. 

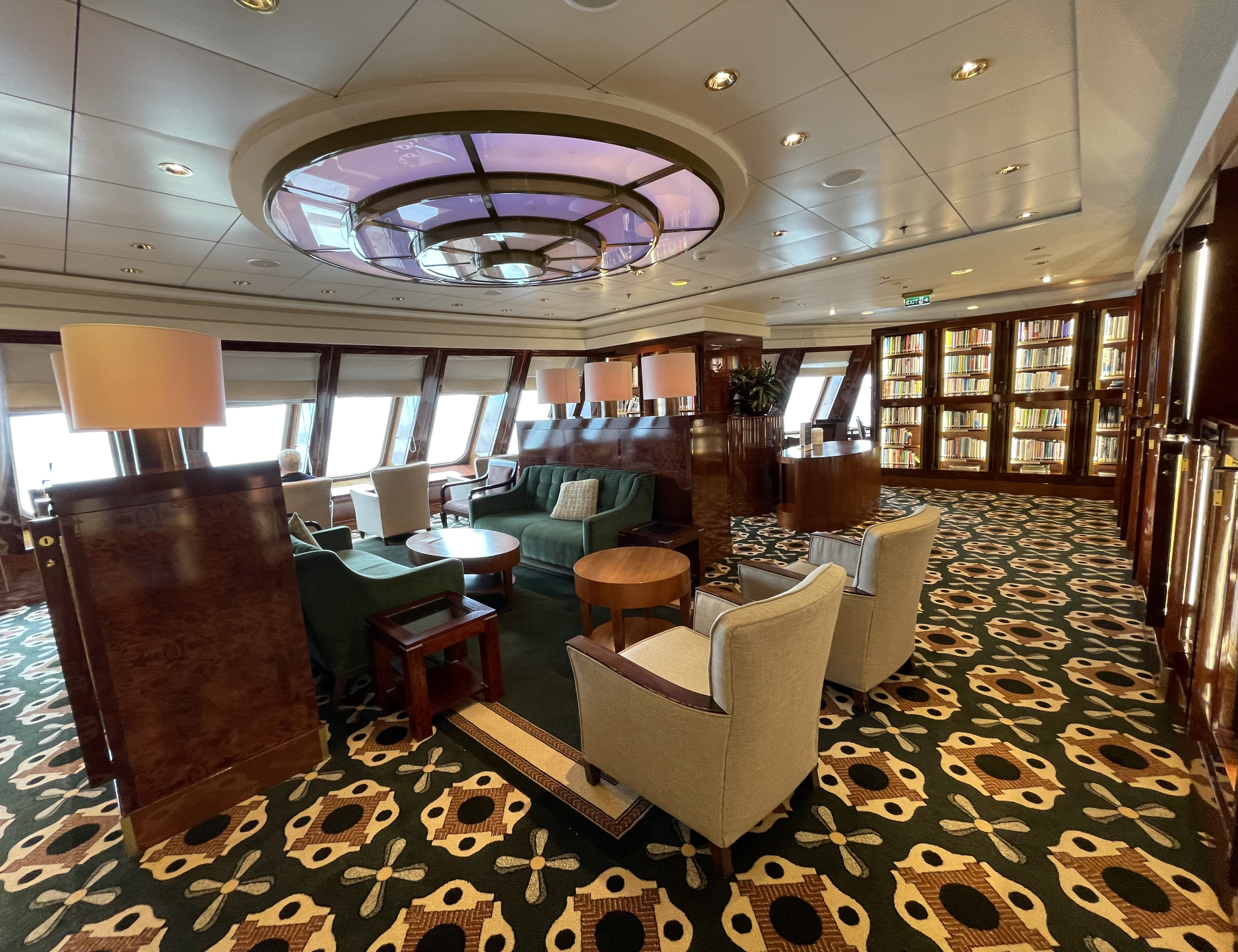
Knihovna, 2022
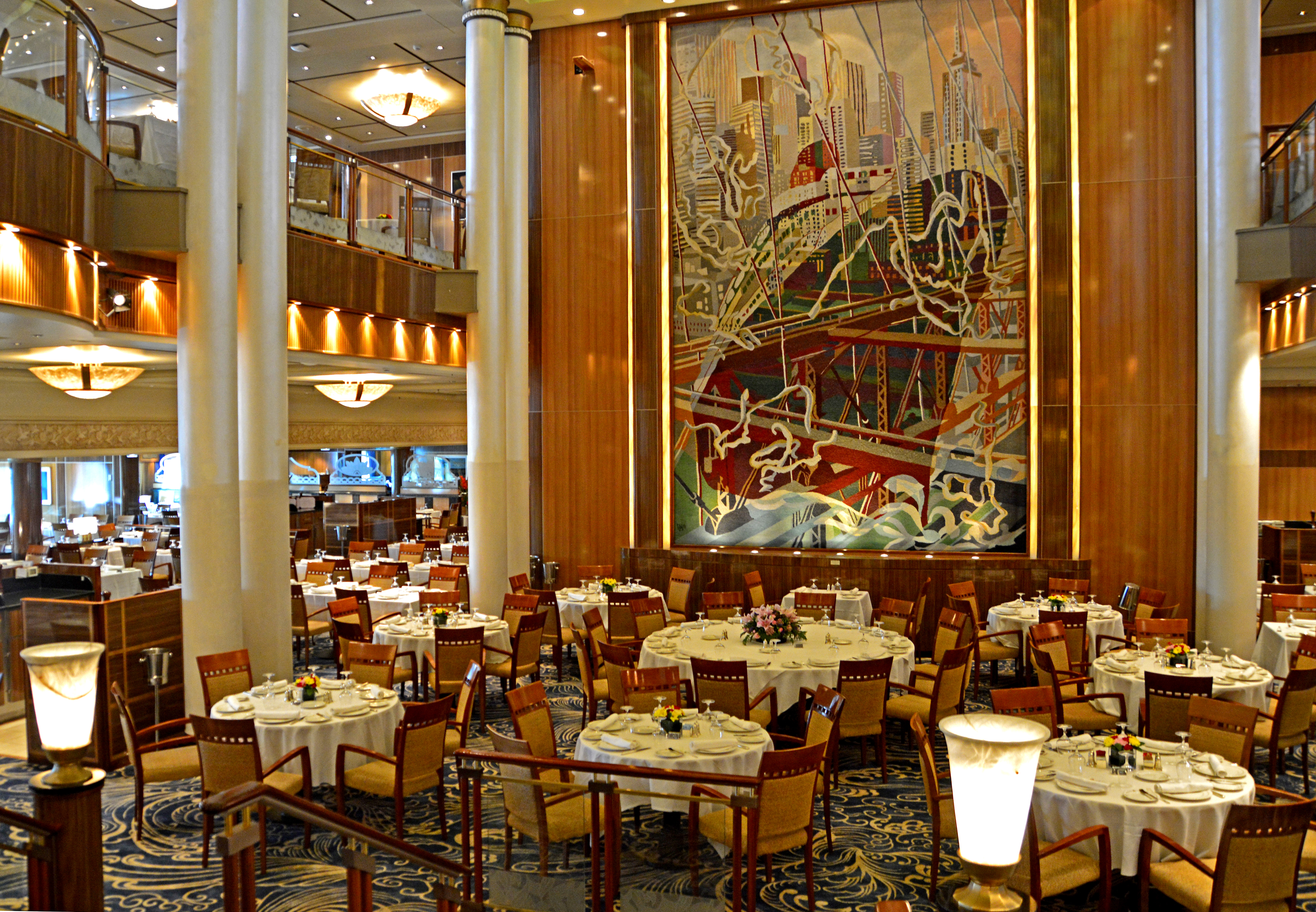
Restaurace Britannia, 2022
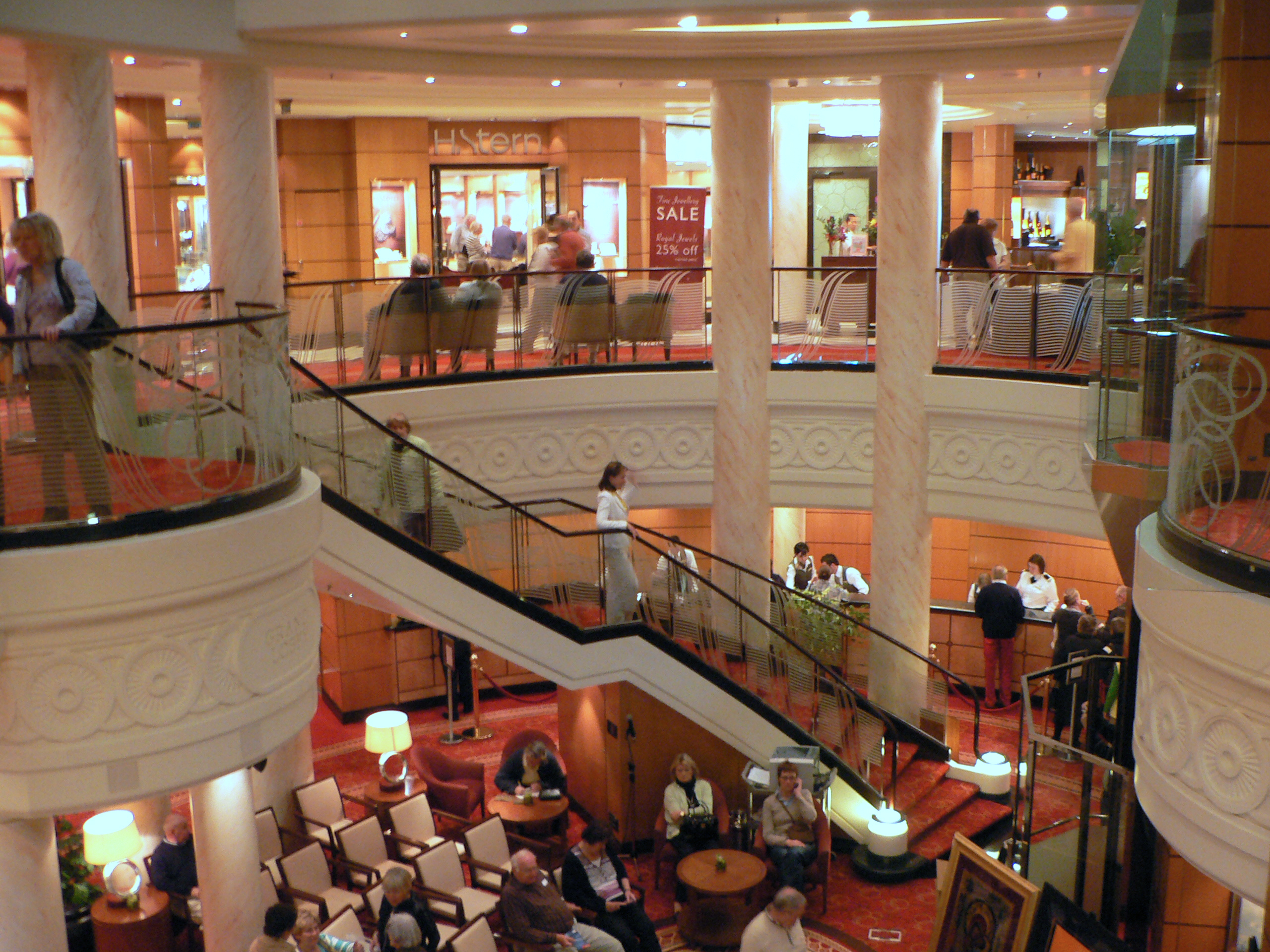
Vestibul, 2010
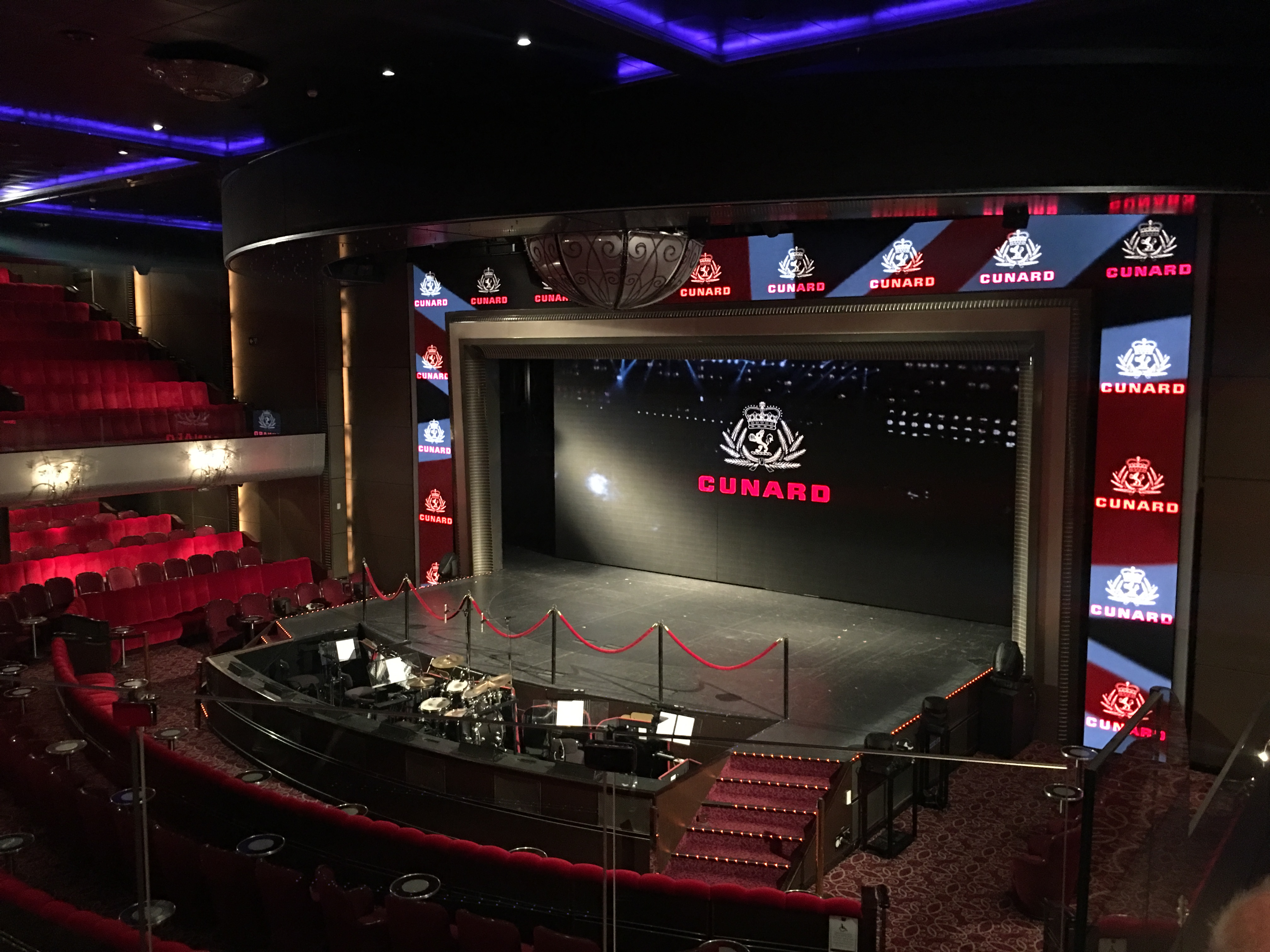
Divadlo Royal Court Theatre, 2017
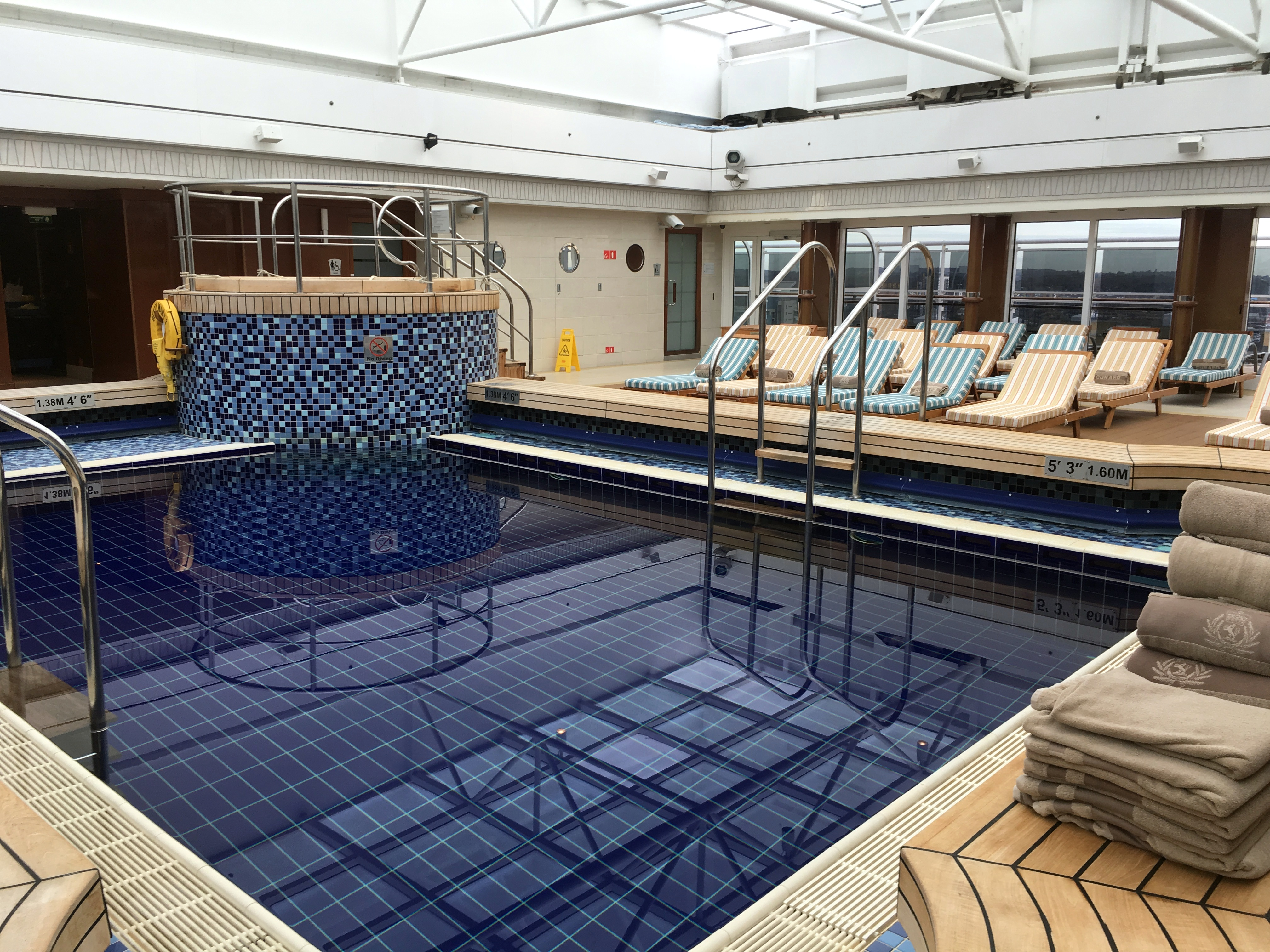
Vnitřní bazén, 2017
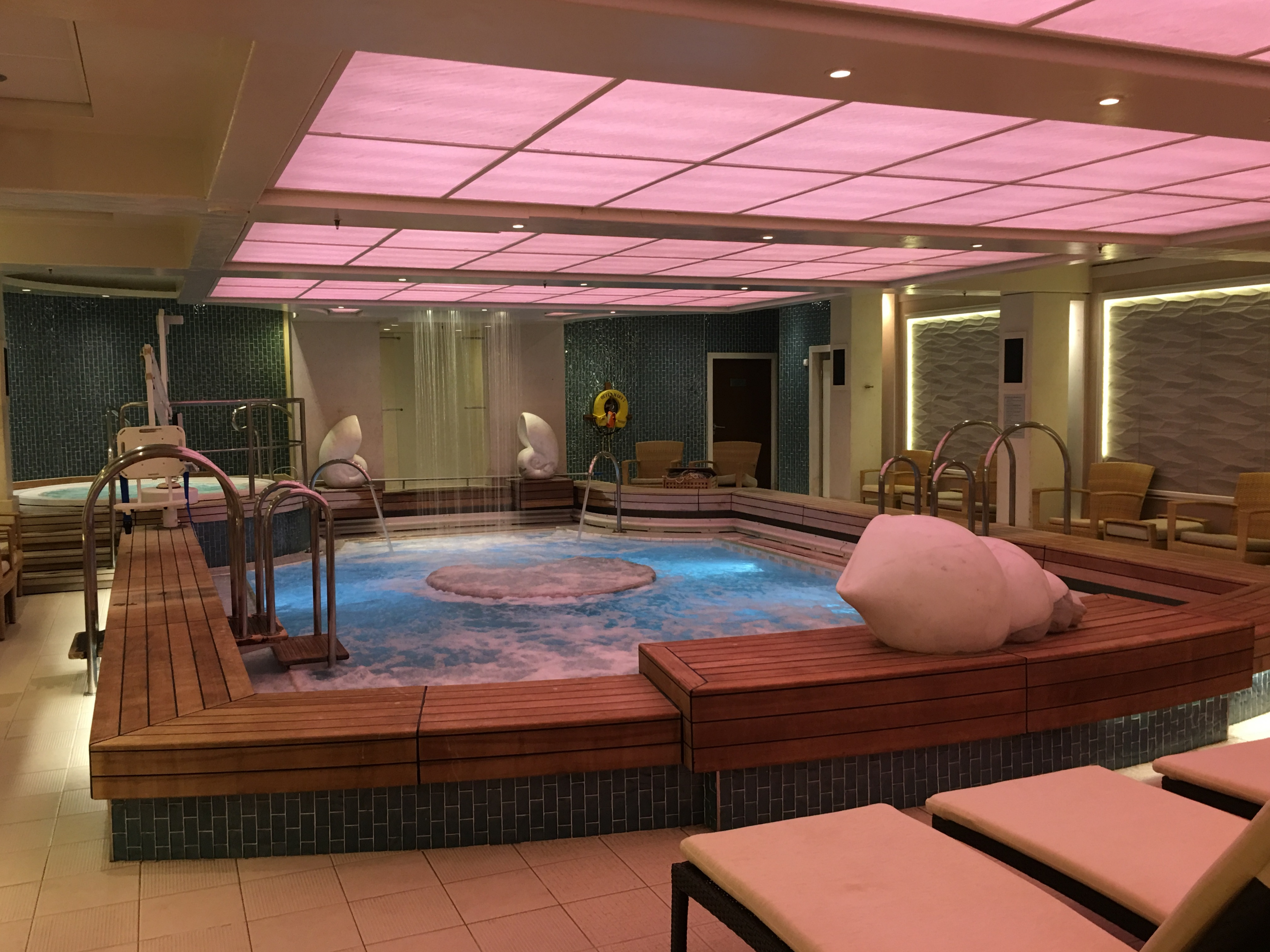
Lázně/wellness, 2017